# (6027) 1993 SS2
1993 أس أس 2 (ويعرف أيضًا باسم (6027) 1993 أس أس 2 وفق تسمية الكوكب الصغير) (بالإنجليزية: 1993 SS2)‏ هو كويكب ضمن حزام الكويكبات؛ وترتيبه 6027 من حيث الاكتشاف.
اكتُشف هذا الجُرم الفلكي بواسطة Gordon J. Garradd ‏ في 23 سبتمبر 1993.

## وصلات خارجية
- (6027) 1993 SS2 في قاعدة بيانات مختبر الدفع النفاث لأجرام النظام الشمسي الصغيرة

- الاكتشاف · مخطط المدار ·  العناصر المدارية · المعلمات المادية

- (6027) 1993 SS2 على موقع ويكي سكاي: DSS2, SDSS, GALEX, IRAS, Hydrogen α, X-Ray, Astrophoto, Sky Map, Articles and images